# شرکت هواگرد شانشی
شرکت هواگرد شانشی (انگلیسی: Shaanxi Aircraft Corporation) شرکت هوافضای چینی است، که در سال ۱۹۶۹ تأسیس شد.